# 서울대공원
서울대공원(서울大公園, Seoul Grand Park)은 대한민국 경기도 과천시에 있는 공원이다. 대한민국에서 가장 큰 동물원과 식물원이 있고, 놀이공원인 서울랜드가 있다. 경기도 과천에 위치하고 있으나 시설 운영관리는 서울특별시청에서 담당한다.

## 역사

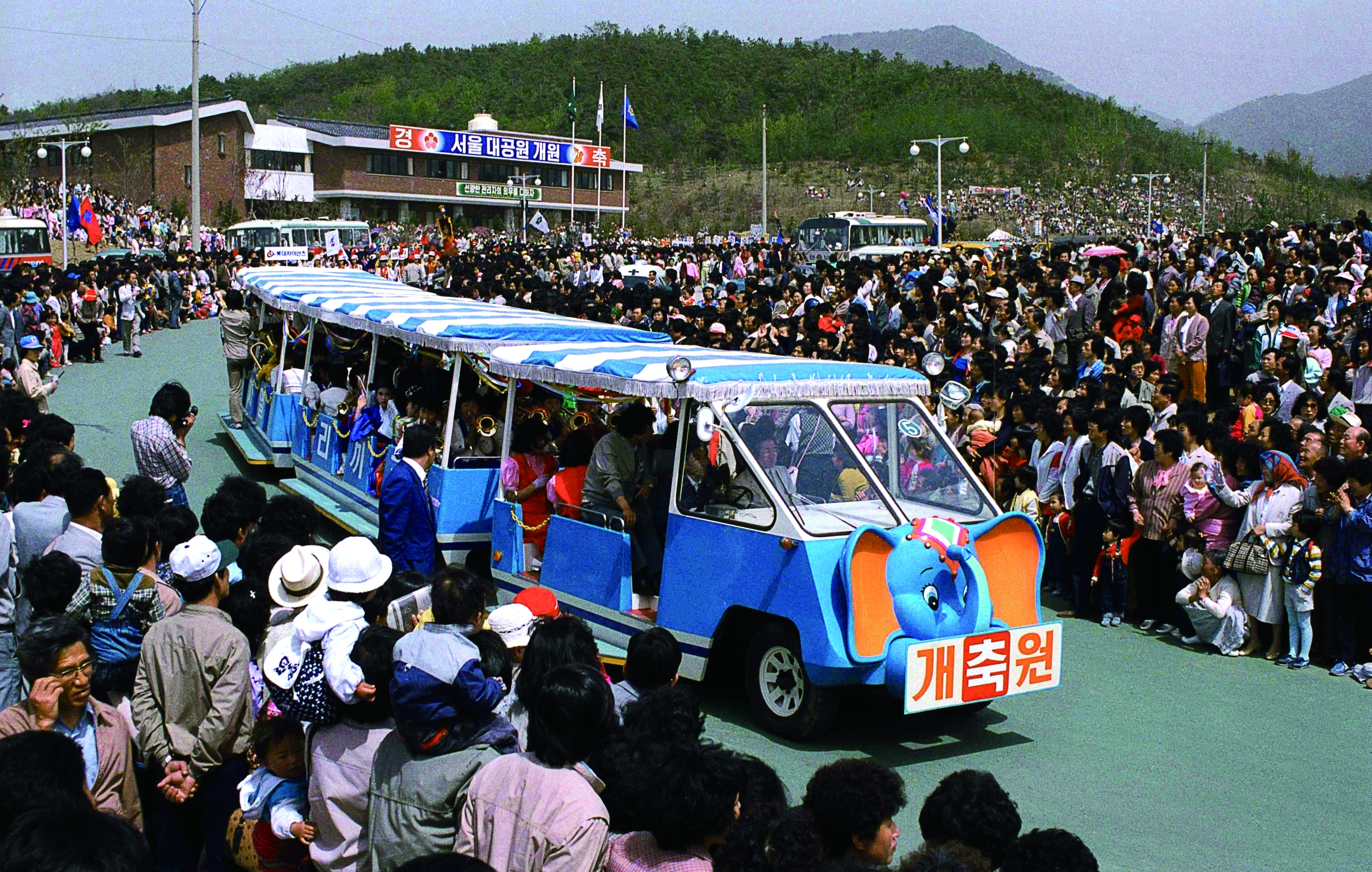
1984년 개원 당시의 풍경

1909년 일제가 창경궁의 용도를 유원지로 전환하면서 세워진 창경원이 시초이다. 창경원의 건물 일부가 철거되는 대신 일본식 정원, 동물원, 식물원, 벛꽃거리 등이 들어서면서 서울시민들의 휴양지로 각광받다가 고궁 복원을 위해 1977년 2월, ‘남서울대공원’의 명칭으로 대규모의 공원을 조성하여 창경원의 동물을 옮기는 계획이 발표되었다. 1978년에 서울시가 현재의 자리에 착공하여 1984년 5월 1일에 새로 문을 열었다. 서울대공원 내의 동물원은 2009년 5월 1일부터 개원 100주년을 맞아 명칭을 서울동물원(서울動物園, Seoul Zoo)으로 변경했다.

### 연혁
- 1978년 10월 30일 기공
- 1984년 5월 1일 동물원 개원
- 1985년 5월 1일 식물원 개원
- 1985년 7월 5일 복돌이동산 개원
- 1986년 8월 25일 국립현대미술관 개관
- 1986년 11월 23일 청소년 수련장 개장
- 1988년 5월 11일 서울랜드 개장
- 1991년 7월 12일 리프트카 운행 개시
- 1992년 12월 1일 동, 식물표본 전시관 개관
- 1994년 3월 21일 도시자연공원 → 근린공원 변경
- 1994년 7월 9일 산림욕장 개장
- 2000년 10월 14일 한국정보문화센터 정보나라 개장

## 시설

### 서울동물원
1984년 5월 1일 개원한 동물원에는 한국의 천연기념물인 황새, 독수리, 반달가슴곰이있고 아시아코끼리, 남부흰코뿔소, 기린, 피그미하마, 하마, 사자, 시베리아호랑이, 오랑우탄, 고릴라, 침팬지, 맨드릴, 뉴기니악어, 나무늘보 등 비롯, 현재 296종(種) 2,372수(獸)의 동물을 사육하고 있다.
국내에서 유일하게 고릴라, 줄무늬하이에나, 검은영양, 피그미하마, 맨드릴, 아시아물소, 푸른찌르레기, 화식조, 뉴기니악어, 말레이곰, 샤망, 안데스콘도르, 달마수리,  큰개미핥기, 물사슴, 아프리카흑따오기 를 볼 수 있는 곳이다.

### 식물원
동물원이 개원(開園)한 이듬해인 1985년 5월 1일에 개원하였다. 식물은 총 1,262종(種) 31,533본(本)이 있다.

## 운영과 관리
서울대공원의 동물원, 식물원의 운영과 관리는 서울특별시에서 하고 있으나 놀이시설인 서울랜드는 주식회사 서울랜드에서 하고 있다. 또한, 각 영역별로 입찰에 의한 민간위탁방식으로 운영되며 관리감독도 마찬가지로 주변영역별로 서울특별시, 과천시, 한국마사회, 국립현대미술관, 한국철도공사, 국방부 등이 나누어 하고 있다.
2010년 1월 1일부터 만 6세 미만까지 무료로 입장할 수 있다.

## 사건사고

### 호랑이 사육사 습격
2013년 11월 24일 오전 10시 10분에 서울대공원의 수컷 시베리아호랑이 로스토프(3세)가 실내 방사장 문을 열고 나와 심재열(52세) 사육사의 목을 물어 사육사가 사망하였다.

### 남방큰돌고래 방사
2013년 남방큰돌고래 중 건강상태가 양호한 제돌이가 제주도 앞바다 자연으로 방사되었다.

### 우결핵으로 인한 남미관 동물 집단 안락사 및 은폐
2021년부터 2022년까지 남미관에서 발생한 우결핵으로 야외방사장의 모든 동물(이중 유일 보유종이었던 큰개미핥기, 아메리카테이퍼, 목도리페커리는 이 사건 이후로 국내에선 볼 수 없게 되었다.)을 안락사시키는 과정에서 1년동안 과도한 공포를 막는다며 이 사실을 은폐한 것이 큰 논란이 된 것이다.

## 사진

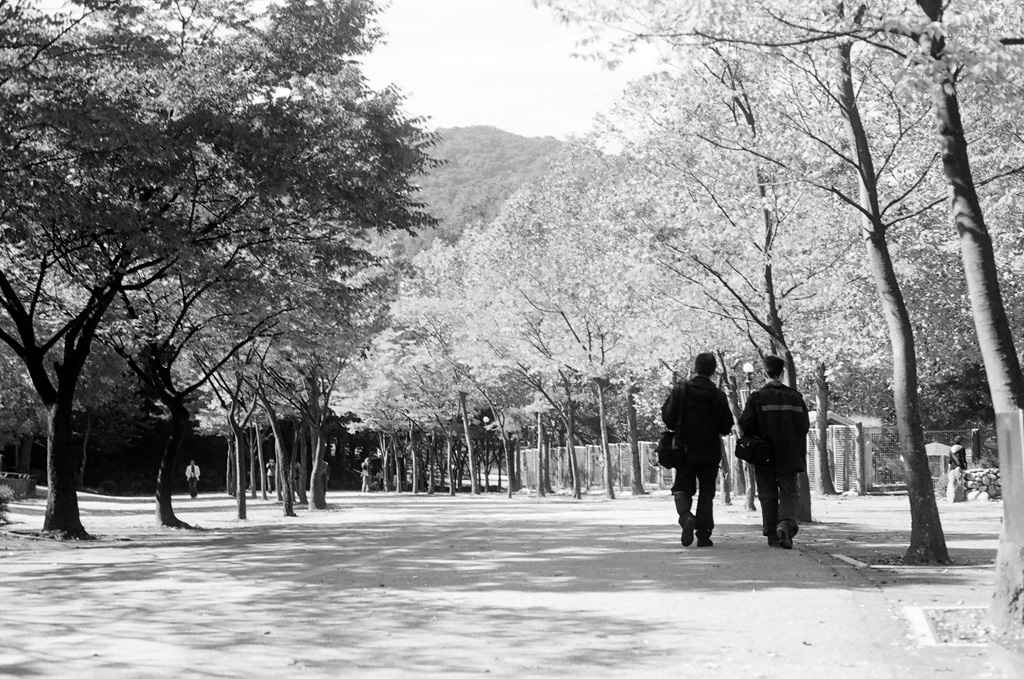
겨울의 서울대공원 모습
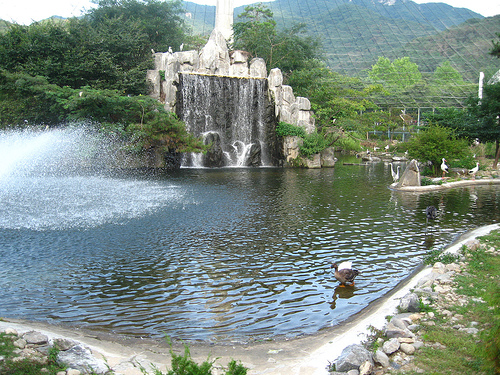
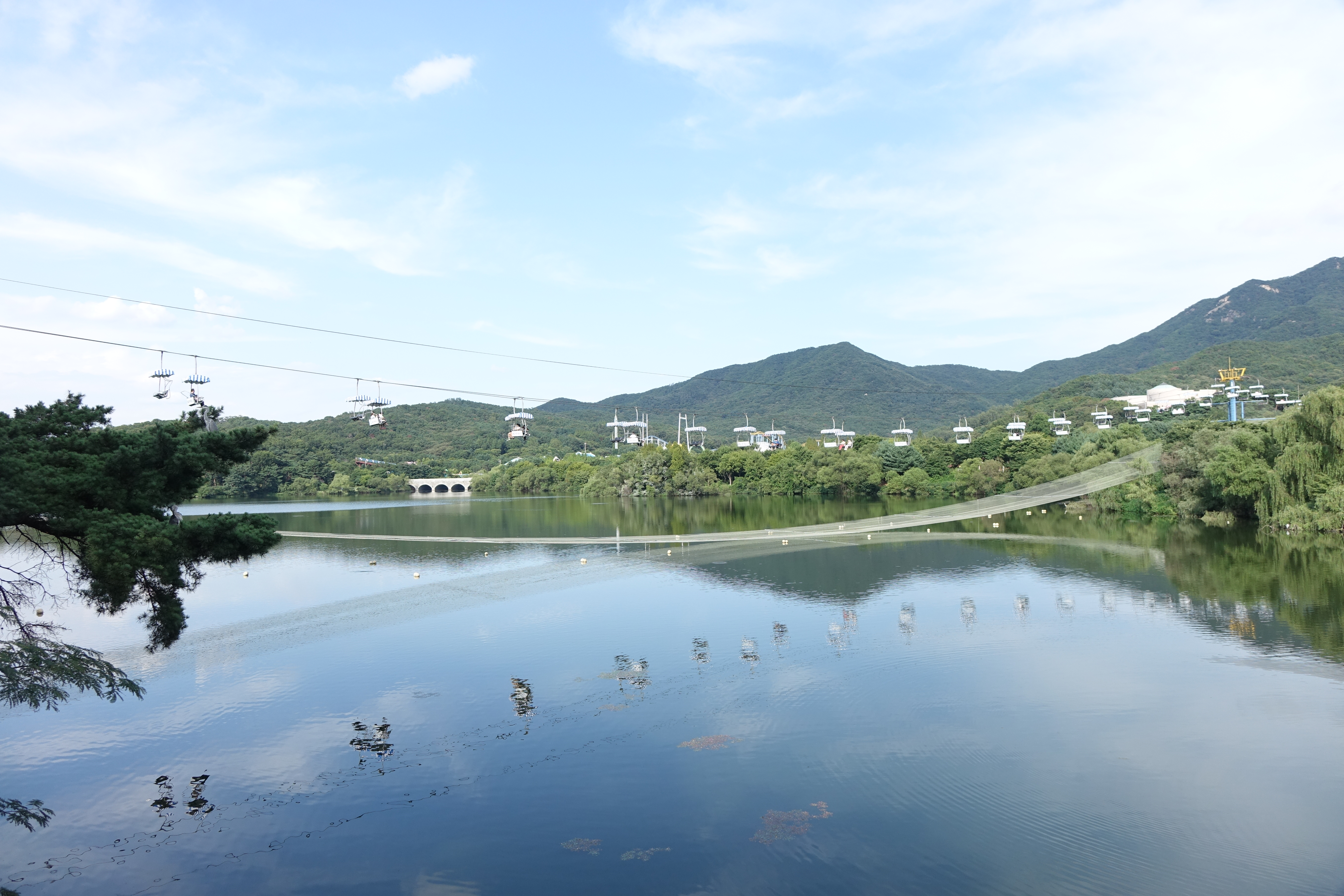
여름의 서울대공원 저수지
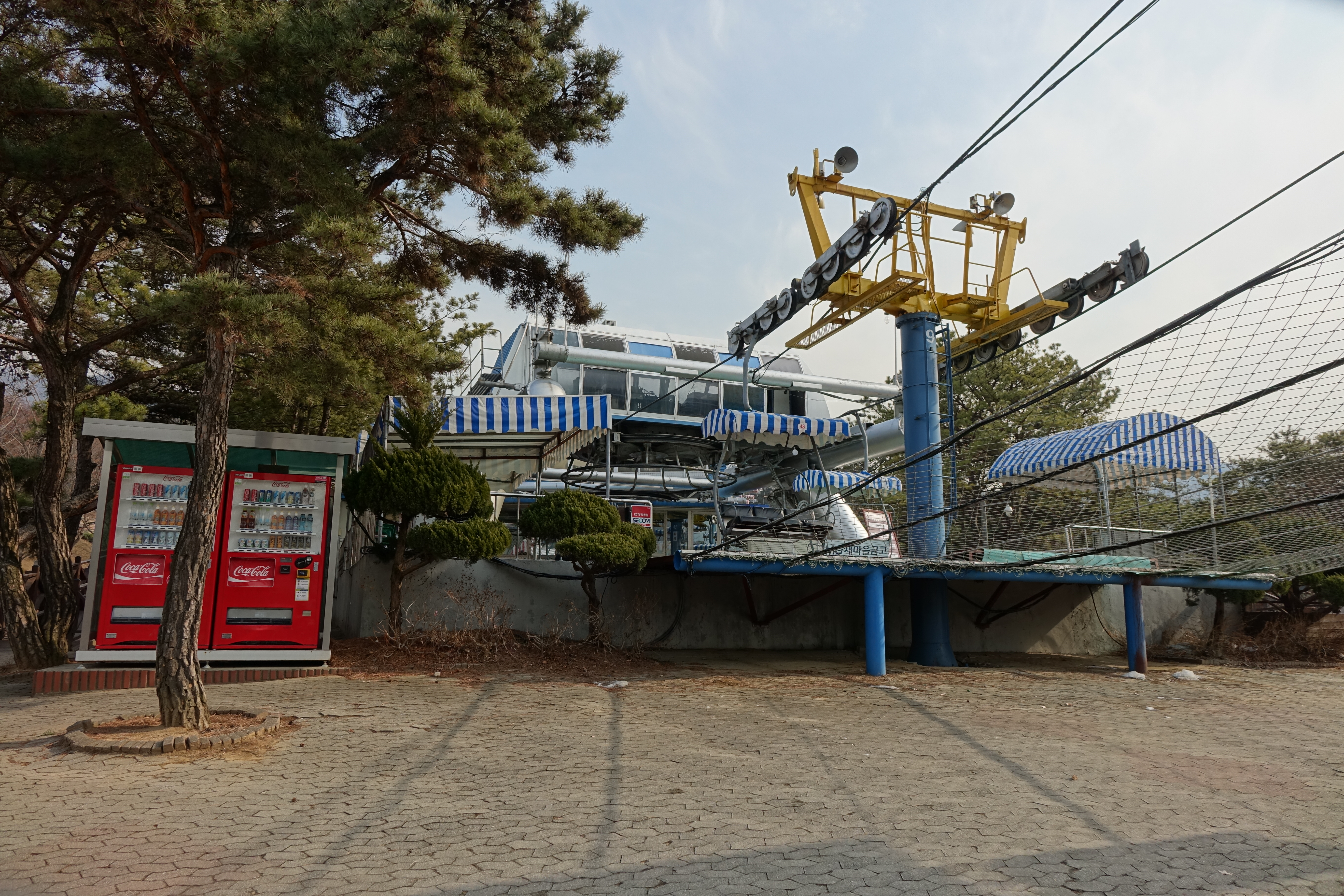
케이블카(현대미술관앞)

## 인접한 곳
- 국립과천과학관

## 같이 보기
- 창경궁
- 어린이대공원
- 대공원역 (과천)
- 대전오월드